# Let's Go to My Star
《Let's Go to My Star》는 1999년 10월 20일에 발매된 이정현의 첫 번째 정규 앨범이다. 타이틀곡 〈와〉, 후속곡 〈바꿔〉는 대히트를 하였으며 그당시 테크노춤으로도 유행하였다.

## 수록곡
1. -00001
2. GX 339-4
3. Bird
4. 바꿔
5. 와
6. -00001.5
7. Ca Tient Moi
8. 티나세
9. 충격
10. Trance
11. 카르마
12. I Love X
13. -00002